# 靈照太后
靈照皇后（越南语：／；？—1161年），姓黎氏（越南语：／），是越南李朝時期李神宗李陽煥的妃嬪、皇后（追尊）。
黎氏的祖先是前黎朝皇帝黎桓，初封感聖夫人（越南语：／），1136年為生下李英宗李天祚。
李陽煥死後，李天祚繼位，是為李英宗，尊黎氏為皇太后，她的尊號是靈照皇太后（越南语：／），到1161年去世。